# دختران سریع
دختران سریع (به انگلیسی: Fast Girls) یک فیلم درام بریتانیایی ۲۰۱۲ به کارگردانی رگان هال و به نویسندگی جی باسو، نوئل کلارک و روی ویلیامز است.
این فیلم داستان دو زن را دنبال می‌کند که آنها به عنوان اسپرینترهای حرفه ای تبدیل می‌شوند و به تیم رله انگلیس برای یک رویداد قهرمانی جهان می‌پیوندند.
این فیلم در ۷ ژوئن ۲۰۱۲ پیش نمایش جهانی خود را در لندن داشت و در تاریخ ۱۵ ژوئن در انگلستان اکران شد.

## بازیگران
بازیگری در ریجنتز پارک در لندن انجام شد، جایی که تهیه‌کننده دامیان جونز و کارگردان فیلم ریگان هال برای اولین بار چهار بازیگری را انتخاب کردند که به تیم رله ۴ × ۱۰۰ متر در این فیلم تبدیل می‌شوند و به گفته آن‌ها هدف این بود که بازیگرانی پیدا کنند که به عنوان ورزشکار روی پرده سینما قابل باور باشند.
لوازم ورزشی در این فیلم از باشگاه‌های ورزشی در لندن، ادینبرا و لوفبورو است.
- لنوورا کریچلو به عنوان شانیا آندروز[۱]

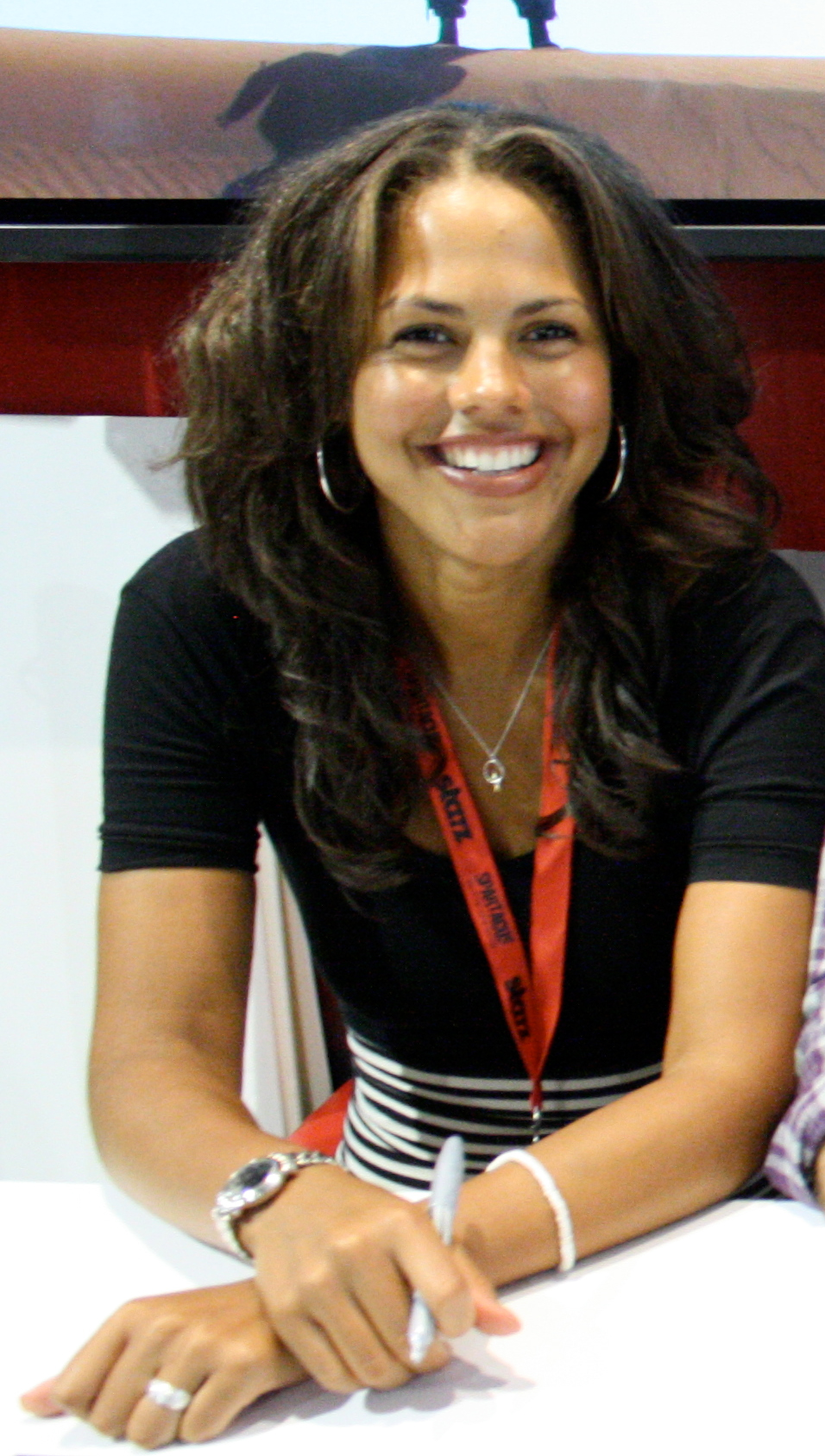
آسیب مچ پای لنوورا کریچلو نیاز به استفاده از تکنیک‌های دوربین و یک بدل داشت.

- لیلی جیمز به عنوان لیزا تمپل[۲]
- بردلی جیمزبه عنوان کارل
- نوئل کلارک به عنوان تامی
- روپرت گریوز به عنوان دیوید تمپل
- لشانا لینچ به عنوان بل
- جیک پنینگتون به عنوان لئو تمپل
- فیل دیویس به عنوان برایان
- لورن بروگز به عنوان تریکس
- تیانا بنجامین به عنوان تارا
- دومینیک تیپر به عنوان سارا
- هانا فرانکسون به عنوان راشل
- جاناتان ایلوریبه عنوان اوسین بولت

## جایزه
| جایزه                                       | دسته‌بندی     | نتیجه |
| ------------------------------------------- | ------------ | ----- |
| چهاردهمین جشنواره بین‌المللی فیلم پیونگ یانگ | بهترین عکاسی | برنده |